# Villasavary
Villasavary (okzitanisch: Le Vilar) ist eine französische Gemeinde mit 1216 Einwohnern (Stand 1. Januar 2022) im Département Aude in der Region Okzitanien. Der heutige Ort entstand durch den Anschluss mehrerer Kleingemeinden (Besplas, Rascoux) in der Zeit der Französischen Revolution (1790).

## Lage
Villasavary liegt auf einem Hügel unweit des Canal du Midi und unweit der alten Handelsstraße Narbonne–Carcassonne–Toulouse im Südosten der Landschaft des Lauragais. Der Ort ist etwa 71 Kilometer (Fahrtstrecke) in südöstlicher Richtung von Toulouse entfernt; etwa 13 Kilometer nordwestlich liegt Castelnaudary. Bis nach Carcassonne sind es etwa 30 Kilometer in östlicher Richtung. Die Kantonshauptstadt Fanjeaux liegt etwa sechs Kilometer südlich; Laurac, die ehemalige Hauptstadt des Lauragais, etwa sechs Kilometer westlich.

## Bevölkerungsentwicklung
| Jahr      | 1968 | 1975 | 1982 | 1990 | 1999 | 2006 | 2016 |
| Einwohner | 885  | 791  | 819  | 758  | 874  | 1065 | 1219 |

Für das Mittelalter wird die Einwohnerzahl auf etwa 2000 geschätzt – eine Zahl, die noch zu Beginn der Revolutionsjahre Bestand hatte; zu Beginn des 20. Jahrhunderts waren es noch ca. 1600 Einwohner.

## Wirtschaft
Wie in den meisten Orten des Lauragais (auch Pays de la Cocagne = ‚Schlaraffenland‘ genannt) spielten der Anbau, die Weiterverarbeitung und der Handel von Färberwaid (pastel) im späten Mittelalter und in der frühen Neuzeit eine wichtige Rolle im Wirtschaftsleben der Stadt. Doch bereits im 18. Jahrhundert wurde der Anbau der Pflanze aufgegeben – sie war durch den neuen Farbstoff Indigo allmählich vom Markt verdrängt worden. Seitdem mussten sich die Bauern im Lauragais wieder von Getreide (Weizen, Mais, Sonnenblumen) und ein wenig Viehzucht (Schafe) ernähren.

## Geschichte
Auf dem Gebiet der heutigen Gemeinde wurden Kleinfunde aus gallorömischer Zeit (5./6. Jahrhundert) gemacht. Urkundlich zum ersten Mal erwähnt wird Villasavary (Villa Severic) im Jahre 1162. Aufgrund seiner Grenzlage zwischen der Grafschaft Toulouse und der Vizegrafschaft Carcassonne war es für beide Parteien attraktiv; der Nachbarort Besplas stand hingegen unter der Kontrolle der Herren (seigneurs) von Laurac. Villasavary ist einer von wenigen Orten im Lauragais, die – trotz ihrer zentralen Lage und trotz des Vorhandenseins einer Burg bzw. von Stadtbefestigungen – während des Albigenserkreuzzugs (1209–1229) unerwähnt bleiben und wahrscheinlich auch schadlos davongekommen sind.
Im Mittelalter hatte der Ort gleich zwei Pfarrkirchen (Saint-Pierre und Saint-Jacques), von denen letztere bereits im 15. Jahrhundert wegen Baufälligkeit und großer Unterhaltungskosten abgerissen wurde. In der Zeit der Hugenottenkriege (1562–1598) wurde das Dorf Besplas aufgegeben. 

## Sehenswürdigkeiten

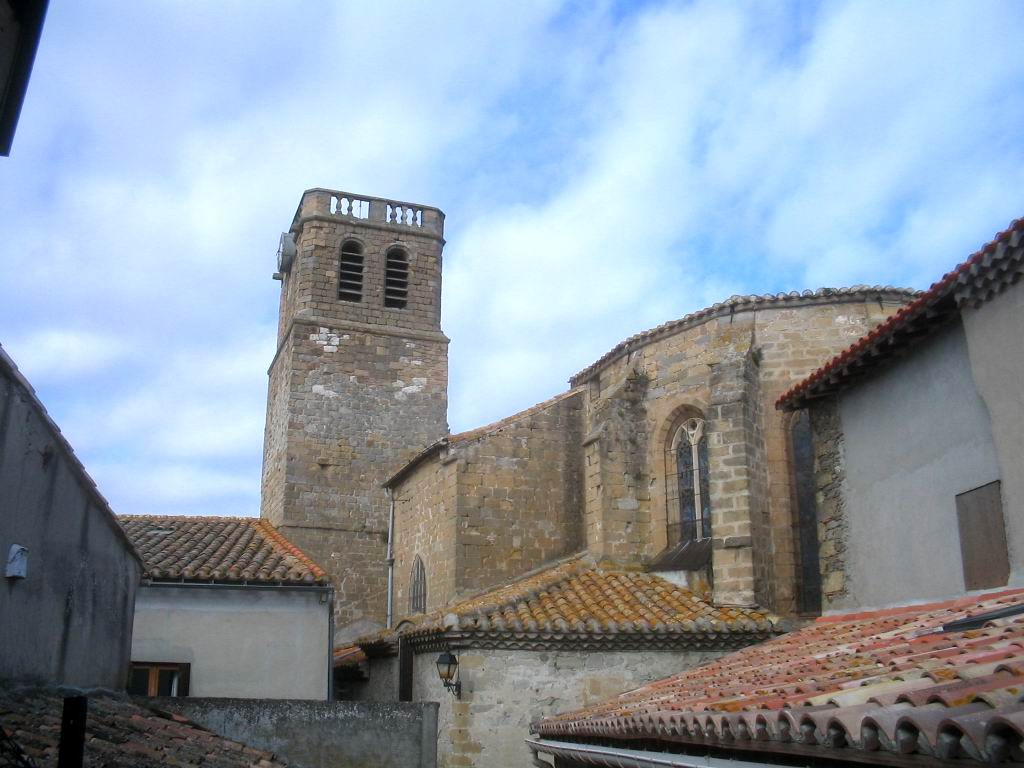
Villasavary – Saint-Pierre

- Die einschiffige Pfarrkirche des Orts (Église Saint-Pierre) stammt aus dem 13. Jahrhundert, der Chorbereich wurde im 14. Jahrhundert erneuert; der obere Teil des seitlichen Glockenturms wurde im 18. Jahrhundert neugestaltet.
- Im alten, längst aufgegebenen Ortsteil Besplas steht eine einfache romanische Kirche (Chapelle Saint-Martin de la Salle) aus dem 12. Jahrhundert, die im Innern noch Reste von Fresken aus dem 15. Jahrhundert birgt. Die kleine Kirche hat weder einen Turm noch einen Glockengiebel; die Westfassade ist vollkommen schmucklos – der Eingang befindet sich auf der Südseite.
- In der Umgebung finden sich noch die Ruinen mehrerer Windmühlen. Die erste Erwähnung einer Windmühle in Villasavary stammt aus dem Jahr 1212; die letzte einer Gruppe von vier Mühlen war bis 1947 in Betrieb und ist restauriert worden, aber nicht mehr funktionstüchtig. Windmühlen wurden nicht allein zum Mahlen von Getreide benötigt – auch der Färberwaid (pastel) musste vor dem Trocknen zu einem Brei vermahlen werden; darüber hinaus wurden in einigen Mühlen auch Kalksteine zur Herstellung von Gipsputz zermahlen.